# Николаевка (Белопольский район)
Николаевка (укр. Миколаївка, до 2016 г. — Жовтневое) — посёлок, Николаевский поселковый совет, Белопольский район, Сумская область, Украина.
Является административным центром Жовтневенского поселкового совета, в который, кроме того, входят сёла
Аркавское,
Бутовщина,
Веселое,
Вилки,
Гостинное,
Желобок,
Пащенково,
Самара,
Стрельцово,
Сушилино,
Шевченковка, посёлки
Зоряное,
Калиновка и
Тимирязевка.

## Географическое положение
Посёлок городского типа Николаевка находится на берегу реки Вир (в основном на правом), выше по течению примыкают село Павленково и посёлок Тимирязевка, ниже по течению примыкает село Шевченковка.
На расстоянии до 1 км расположены сёла Веселое, Сушилино и Гостинное.
По посёлку протекает речушка «Вьязанка», на ней, а также на реке Вир, большие запруды.

## История
- Основана Николаевка-Вировская (первоначальное название посёлка) в первой половине XVII в. выходцами из Правобережной Украины — крестьянами и казаками, которые, спасаясь от гнета польской шляхты и магнатов, переселились на территорию Русского государства.
- В 1750-х годах село вошло в Сумский слободский полк. Большими земельными участками (до 40 десятин) владела казацкая старшина. Земельные наделы рядовых казаков не превышали 12 десятин. С годами их наделы уменьшались — зажиточная казацкая верхушка прибирала землю к своим рукам. Были в селе ещё и подданные крестьяне. Казацкая верхушка в течение второй половины XVII — первой половины XVIII в. сосредоточила в своих руках огромные земельные владения, заселенные зависимыми от них подданными крестьянами. В 1778 году в Николаевке-Вировской насчитывалось 949 подданных. Из них сумскому полковнику Кондратьеву принадлежали 242 человека. Подданные крестьяне платили натуральные и денежные поборы на войско, выполняли подводную, почтовую и постойную повинности, а также строительные и ремонтные работы на военных объектах.
- В 1844 году в селе начал действовать сахарный завод, где работали 183 мужчины, 58 женщин и 12 подростков. Спустя 2 года был сооружен небольшой кирпичный завод, на котором работали 8 человек. Продолжительность рабочего дня на сахарном заводе не регламентировалась. Наряду с земледелием жители Николаевки-Вировской занимались ещё и ремеслами — сапожным, ткацким, портняжным, гончарным и др. Развивались такие промыслы, как винокуренный и пивоваренный. Подавляющая часть населения жила в небольших хатках, крытых соломой. На фоне убогих крестьянских жилищ выделялись дома зажиточной прослойки Николаевки-Вировской, построенные из кирпича, под железными крышами. В предреформенный период здесь не было ни больницы, ни школы.
- Реформа 1861 года коснулась в Николаевке-Вировской 342 крепостных. Средний надел земли (усадьба и полевой надел) на ревизскую душу, за который крестьянин должен был внести выкуп, превышавший в три раза её рыночную стоимость, составлял 2,4 десятины.
- В начале XX века в Николаевке-Вировской проживало около 2 тыс. человек. Часть из них работала в помещичьей экономии, ухаживала за скотом, выращивала хлеб, сахарную свеклу, остальные — на сахарном заводе, построенном в 1880 году Харитоненко.
- В 1898—1899 годах в условиях нарастания революционного подъёма трудящихся на Веринском сахарном заводе возник марксистский кружок, в который вошли прогрессивно настроенные рабочие. Занятия проводились регулярно в помещении завода, во время обеденного перерыва. Члены кружка вели агитационную работу среди заводских и сельскохозяйственных рабочих. В годы первой русской буржуазно-демократической революции 1905—1907 годов в экономиях Харитоненко состоялось несколько рабоче-крестьянских выступлений.
- В 1911 году проведена железная дорога от станции Амбары до сахарного завода.
- В пореформенный период произошли некоторые изменения в культурной жизни села. Здесь в 1890-е годы открыли больницу на 15 коек, в которой работали врач и два фельдшера. С 1895 года в селе начала действовать одноклассная церковно-приходская школа, рассчитанная на 100 учеников. Но регулярно её посещали 35 детей, преимущественно из семей зажиточных крестьян. Дети крестьян-бедняков не имели возможности пройти полный курс обучения, поскольку в хозяйстве родителей ощущалась нехватка рабочих рук. В 1914 году земство открыло в селе трехклассную школу. Однако подавляющее большинство населения Николаевки-Вировской несмотря на это оставалось неграмотным.
- Первая мировая война принесла трудовому крестьянству новые бедствия. В начале войны 200 мужчин из Николаевки-Вировской были мобилизованы в царскую армию. Реквизиции тягла привели к сокращению поголовья рабочего скота, сорняками зарастали земельные наделы. Это, в свою очередь, привело к резкому сокращению производства сельскохозяйственной продукции. В результате ухудшилось и без того тяжелое экономическое положение большей части крестьянства. Подскочили цены на продукты питания, керосин и другие товары первой необходимости. Среди населения села росло недовольство. 15 сентября 1915 года забастовали рабочие сахарного завода. Администрация вынуждена была несколько увеличить зарплату, уменьшить штрафы.
- В июле 1917 года беднота Николаевки-Вировской захватила и разделила между собой 66 десятин земли, принадлежавшей Харитоненко. Однако местные власти отобрали у крестьян захваченную землю и возвратили сахарозаводчику (Павел Иванович Харитоненко, которому принадлежали земли и сахарный завод умер 13 июня 1914 года. Поэтому, по всей видимости вернули земли не сахарозаводчику, а его вдове) . Большевистскую агитацию среди жителей села проводили возвратившиеся домой солдаты-фронтовики. В Николаевке-Вировской и на близлежащем хуторе Чёрном состоялись митинги.
- В конце декабря 1917 года в селе была установлена Советская власть. Ревком, созданный тогда же, приступил к разделу между безземельными и малоземельными крестьянами земли, отобранной у Харитоненко.
- В марте 1918 года австро-германская армия заняла село. Бывшим помещикам была возвращена земля, отобранная у них ревкомом. Начались расправы над советскими активистами. Из Николаевки-Вировской захватчики вывозили награбленный у крестьян хлеб, скот, сожгли 74 крестьянские хаты. После ухода из села оккупантов в конце 1918 года власть захватили петлюровцы.
- В начале января 1919 года они были изгнаны частями Красной Армии. В Николаевке-Вировской была восстановлена Советская власть. Совет крестьянских депутатов возглавил С. Л. Лисовенко, сын крестьянина-бедняка. Была образована земельная комиссия, приступившая к распределению земли между крестьянами. В январе 1919 года национализирован Виринский сахарный завод, а на бывших землях сахарозаводчика создан совхоз. Рабочие завода приступили к ремонту предприятия. С целью защиты завода от появлявшихся здесь банд был создан отряд красной охраны. Значительная работа проводилась в области культурного строительства. Открылись две хаты-читальни, где крестьяне имели возможность знакомиться с газетами, слушать лекции.
- В конце августа 1919 года Николаевку-Вировскую захватили деникинцы. Белогвардейцы восстановили буржуазно-помещичьи порядки. Для организации в селе партизанского отряда из Ульяновки прибыл большевик Я. С. Балдовский. Местные кулаки выдали его деникинцам. Белогвардейцы схватили Балдовского, привязали вожжами к седлу и погнали коней в Ульяновку. На площади в присутствии большого количества людей, Балдовского после нечеловеческих истязаний расстреляли.
- В начале декабря 1919 года части Красной Армии освободили село от деникинцев. Снова была восстановлена Советская власть.
- В 1921 году в Николаевке-Вировской были открыты детские ясли на 50 мест.
- В октябре 1929 году была создана сельскохозяйственная артель «3-й Інтернаціонал». К концу 30-х годов колхоз «3-й Інтернаціонал» настолько окреп и возрос, что в 1938 году его наибольшая бригада выделилась в самостоятельное хозяйство — сельхозартель им. Фрунзе. В 1940 году на животноводческих фермах содержалось 120 лошадей, 100 коров, 170 овец. В хозяйстве было пять рыбных прудов. Имелся образцовый колесный транспорт, кузница, зернохранилище, конюшня. Стал плодоносить фруктовый сад.
- В 1931 году в селе была создана Великооктябрьская МТС.
- Накануне войны в Николаевке-Вировской проживало 3700 человек. Была расширена больница. Количество коек в ней увеличилось с 21 до 41, в ней работало 10 медицинских работников. В селе работали семилетняя и средняя школы, в которых 42 учителя обучали 680 учеников. Для дошкольников открыли детский сад. Работали 2 клуба, при которых были кружки художественной самодеятельности. Здесь же читались лекции, проводились беседы. В селе действовала стационарная киноустановка.
- Первый бой под Николаевкой-Вировской состоялся 28 сентября 1941 года. 9 октября 1941 года гитлеровцы захватили Николаевку-Вировскую. Оккупанты насильно вывезли 175 юношей и девушек на каторжные работы в Германию. Осенью 1941 г. начала действовать подпольная партийная организация, возглавляемая бывшим заместителем директора Великооктябрьской МТС Т. С. Кошевым. Подпольщики проводили среди населения агитационную работу, собирали оружие и боеприпасы, готовясь к вооруженной борьбе с немецко-фашистскими захватчиками. Но в начале 1942 года гитлеровцы напали на след организации. Все подпольщики были схвачены и казнены.
- 3 сентября 1943 года части 180-й стрелковой дивизии освободили Николаевку-Вировскую от гитлеровских оккупантов. Мужественно сражались 600 жителей села на фронтах Великой Отечественной войны, 430 из них погибли, 517 — выжили и были награждены орденами и медалями СССР. Командир танка 1-го батальона 63-й гвардейской танковой бригады лейтенант И. Г. Гончаренко вместе с экипажем освобождал территорию Польши, его танк одним из первых ворвался в предместье Берлина. Затем участвовал в освобождении Праги. Машина Гончаренко шла во главе колонны и одной из первых начала бой с врагами. В этом бою командир танка погиб. В Праге па площади Штефанека установлен танк И. Г. Гончаренко с бортовым номером «23».
- В Жовтневом сооружен памятник односельчанам, погибшим в борьбе с гитлеровцами. На братской могиле, где похоронены советские воины — освободители села от оккупантов, воздвигнут монумент, на котором начертаны имена павших.
- К 1950 году в селе действовали больница на 35 коек, два медпункта. Медицинскую помощь населению оказывали 12 медработников, в том числе 4 врача. Работали средняя, семилетняя и три начальные школы (900 учеников и 70 учителей), клуб с залом на 350 мест, две библиотеки.
- В 1950 году местные сельскохозяйственные артели им. Фрунзе, «3-й Інтернаціонал» и им. Чапаева (с. Сушилино) объединились в колхоз им. Фрунзе.
- В 1957 году село Николаевка-Вировское стало посёлком городского типа Жовтневое[2].

В 1978 году численность населения составляла 4,3 тыс. человек, здесь действовали сахарный завод, производственное отделение райсельхозтехники, ПТУ, средняя школа, музыкальная школа, две больницы, две поликлиники, Дом культуры и библиотека.
В январе 1989 года численность населения составляла 4 768 человек.
В мае 1995 года Кабинет министров Украины утвердил решение о приватизации находившейся здесь райсельхозтехники, в июле 1995 года было утверждено решение о приватизации свеклосовхоза.
На 1 января 2013 года численность населения составляла 4350 человек.

## Современное состояние
В центре сейчас размещены поселковый Совет, здание агрофирмы Виктория, музыкальная школа, торговый универмаг, Приватбанк, почта и сберкасса. К центру посёлка примыкает пруд. За прудом тянется улица-однорядка. По другую сторону от центра па возвышенности построен массив из трех- и двухэтажных домов. Действует библиотека, общий книжный фонд которой составляет 60 тыс. экземпляров.

## Экономика
- сахарный завод[8]
- «Виктория», агрофирма.
- «Жовтневое», агрофирма, ООО.
- Молочно-товарная ферма.
- Сельхозтехника.
- «Вирынске», агропромышленное предприятие, ООО.
- Жовтневое ремонтно-транспортное предприятие.
- ООО, Селекционно-семенной центр «Евросорт».

## Транспорт
К посёлку ведёт отдельная железнодорожная ветка, станция Веринский Завод.
Рядом проходят автомобильные дороги Т-1906 и Р-61.

## Объекты социальной сферы
- Детский сад.
- Школа. По архивным данным Иоанно-Богословский храм в Жовтневом (на то время посёлок назывался Николаевка) строился в 1894—1905 годах на деньги прихожан. Церковно-приходская школа и несколько домов сводилось по проекту известного в то время архитектора Б. И. Мартина. С 1914 по 1927 год школа была трёхклассной земской, а с 1934 года становится семилетней. Директором на то время был Мамонов М. А. В 1969 году построено новое помещение школы (нынешний корпус старших классов) из красного кирпича. Новый корпус младших классов из белого кирпича был построен в 2007 году. Первый выпуск средняя школа осуществила в 1937 году, а всего на 2009 год их было больше 64. За время работы заведение выпустило около 4000 выпускников. В школе есть два компьютерных компьютерных класса, большой спортзал, оранжерея, мастерская, столовая и два буфета. Старшеклассники учатся в специализированных классах. Сейчас в школе обучается 530 учеников[9]
- Стадион.
- Краеведческий музей.
- Музыкальная школа
- Дом культуры

## Спорт
В посёлке базируется футбольный клуб «Виктория», в сезоне 2021/22 дебютировавший во Второй лиге чемпионата Украины

## Известные люди
- Манжара И.А. — писатель, родился в посёлке Жовтневое
- Дериземля, Андрей Васильевич — украинский биатлонист.
- Вертиль Александр Васильевич — украинский поэт.
- Жигун Александр Иванович — народный артист.

## Религия
- Свято-Иоанно-Богословский храм.
- Церковь Евангельских Христиан Баптистов.

## Достопримечательности
На центральной площади поселка в 2008 году открыт памятник И. Д. Мусиенко — председателю бывшего колхоза, депутату УССР, который благоустроил посёлок.